# Jennifer Capriati Tennis
Jennifer Capriati Tennis, i Europa känt som The Tennis Tournament: Grandslam, är ett tennisspel till Sega Mega Drive, utvecklat av System Sacom och släppt i Japan av Telenet Japan den 1 juni 1992. 1994 utgavs spelet av Sega under titeln Grandslam (Classic). Spelet är namngivet efter Jennifer Capriati, som vid spelsläppet tillhörde världens högst rankade kvinnliga spelare på WTA-touren.

## Handling
Som spelare kan man även skapa sin egen spelare, och välja deras hudfärg, kön och färgen på deras tröja. Man kan spela ensam, eller två spelare, och man kan spela både single- och dubbelmatcher, samt turneringar. Turneringarna utspelar sig på olika ställen runtom i världen, bland annat Florida, London, Paris och Sydney.

### Fotnoter
1. ↑  ”Game overview”. Mobygames. http://www.mobygames.com/game/genesis/jennifer-capriati-tennis. Läst 1 maj 2014.